# Jack McConnell
Jack Wilson McConnell, Barone McConnell di Glenscorrodale (Irvine, 30 giugno 1960), è un politico scozzese, primo ministro della Scozia dal 2001 al 2007.

## Biografia
Ha fatto parte del Parlamento scozzese dal 1999 al 2001 per il collegio di Motherwell e Wishaw. Dal 1999 al 2000 è stato Ministro dell Finanze nel governo di Donald Dewar. Dal 2000 al 2001 è stato Ministro dell'Educazione nel governo di Henry McLeish.
Dal 2001 al 2007 è stato leader del Partito Laburista scozzese e primo ministro di Scozia. Portò il suo partito a vincere le elezioni parlamentari in Scozia del 2003.
Alle elezioni del 2007 il suo partito fu sconfitto dal Partito Nazionale Scozzese guidato da Alex Salmond, che gli successe nella carica di primo ministro. McConnell rimase parlamentare fino alle elezioni del 2011
Il 28 giugno 2010 è diventato membro della Camera dei lord con il titolo di Barone McConnell di Glenscorrodale